# Luciano Cabral
Luciano Javier Cabral Melgarejo (* 26. April 1995 in General Alvear) ist ein argentinisch-chilenischer Fußballspieler. Der offensive Mittelfeldspieler ist seit November 2024 chilenischer Nationalspieler.

## Karriere

### Verein
Luciano Cabral, auch unter dem Spitznamen El Heredero bekannt, begann seine Karriere bei CAI Comodoro Rivadavia, wo er bereits mit 16 Jahren in der dritten Liga zwei Spiele bestritt. 2011 wechselte er in die Jugend der Argentinos Juniors und debütierte im März 2014 in der Primera División. In der Saison 2016 spielte er auf Leihbasis beim brasilianischen Verein Athletico Paranaense. Aufgrund seiner Festnahme im Januar 2017 mit anschließender Haftstrafe war seine Karriere bis zu seiner Freilassung Ende 2022 unterbrochen. Im Dezember 2022 unterschrieb Cabral einen Vertrag beim chilenischen Klub Coquimbo Unido, mit dem er sich für die Copa Sudamericana 2024 qualifizierte. Im Juli 2024 nahm ihn der mexikanische Verein Club León unter Vertrag. Nach einem halben Jahr in Mexiko kehrte er nach Argentinien zurück und wechselte zu CA Independiente.

### Nationalmannschaft
Cabral spielte erst für die argentinische U20-Nationalmannschaft beim L’Alcúdia-Turnier 2014 und wechselte im Folgejahr aufgrund der chilenischen Herkunft seines Großvaters in die chilenische U20, mit der er bei der Südamerikameisterschaft 2015 in der ersten Gruppenphase ausschied.
Cabral debütierte im November 2024 für die A-Nationalmannschaft beim 4:2-Sieg in der Qualifikation zur Weltmeisterschaft 2026 gegen Venezuela, als er in der 67. Spielminute für Arturo Vidal eingewechselt wurde. Rund einen Monat zuvor war er für die WM-Qualifikationsspiele gegen Brasilien und Kolumbien nominiert worden, aber nicht zum Einsatz gekommen.

## Sonstiges
Aufgrund seines Großvaters aus Chile erlangte er die chilenische Staatsangehörigkeit.
Im Januar 2017 wurde Cabral wegen Mordes gemeinsam mit seinem Vater festgenommen. Im Juni 2018 wurde er vom Gericht zu neuneinhalb Jahren Haftstrafe verurteilt. Im September 2022 wurde er wegen guter Führung vorzeitig entlassen.